# God of War (сборники игр)
Данная статья описывает все сборники из серии игр в жанре action-adventure God of War, сюжет которой основан на греческой мифологии. Первая часть серии вышла в 2005 году, а позже серия стала одной из основных франшиз на приставке PlayStation, а персонаж Кратос стал одним из самых популярных персонажей видеоигр. Серия состоит из семи игр на нескольких платформах. Пять из них были переизданы в рамках трёх отдельных антологий для PlayStation 3 (PS3): God of War Collection (2009), God of War: Origins Collection (2011) и God of War Saga (2012). За исключением God of War III, все игры в коллекциях были обновлены и портированы на PS3. Третья часть серии была позже обновлена и выпущена под названием God of War III Remastered на PlayStation 4 (PS4) в июле 2015 года. God of War: Betrayal и God of War: Ascension являются единственными частями, которые не были обновлены и выпущены на новую платформу или включены в коллекцию.
Каждая компиляция получила высокую оценку от прессы, хваля высокое качество обновлённых версий игр и за хорошую цену. Журналист из IGN отметил, что God of War Collection была «наиболее полным способом раскрыть возможности серии». God of War Collection побудила Sony сделать новую линейку обновлённых игр для PlayStation 3. Хотя коллекцию Origins критиковали за отсутствие нового дополнительного контента, обозреватель из IGN заявил, что «Sony удалось улучшить хорошие игры». Про God of War Saga рецензент из Digital Trends сказал, что «возможно, это самая выгодная покупка для любой доступной консоли».

## God of War Collection
God of War Collection — сборник, состоящий из обновлённых и портированных версий God of War и God of War II для PlayStation 3 на одном диске Blu-ray, и выпущенный в Северной Америке 17 ноября 2009 года. Это первый продукт, созданный под брендом Sony «Classics HD». Коллекция была включена в издание God of War III Ultimate Trilogy Edition, выпущенное в марте 2010 года в Австралии, Новой Зеландии и в Европе. В Японии коллекцию издавала компания Capcom и вышла вначале отдельно 18 марта, а 25 марта была выпущена в рамках God of War III Trilogy Edition, в которую также вошла God of War III. Сборник был отдельно выпущен в апреле 2010 в Австралии и в Европе. На выставке Electronic Entertainment Expo 2013 (E3 2013) была объявлена версия God of War Collection для PlayStation Vita, которая была выпущена во всё мире в мае 2014 года. 2 ноября 2010 года God of War Collection была выпущена в виде цифровой загрузки в PlayStation Store. Пользователи PlayStation Plus могли скачать одночасовую пробную версию каждой игры. Дополнительные материалы для God of War II не были включены в версию для цифровой загрузки. Обновление до версии 1.01, выпущенное 5 сентября 2012 года, позволяет версии God of War Collection на PlayStation 3 запускаться на PlayStation Vita с помощью функции Remote Play.
God of War и God of War II были портированы на PS3 студией Bluepoint Games и отличались поддержкой широкоформатного разрешения, сглаженной графикой, высокой частой кадров (до 60 кадров в секунду) и трофеями PlayStation Network. В коллекцию включены бонусные материалы оригинальной двухдисковой версии God of War II на PS2. Сборник был создан по просьбе поклонников серии и рассматривался разработчиками как способ привлечь новых игроков в сериал до выхода God of War III. Демоверсия God of War III на E3 2009 была включена в каждый экземпляр этой коллекции. За портирование коллекции на PS Vita отвечала студия Sanzaru Games. Данная версия была адаптирована под аппаратные характеристики приставки, из-за чего, как отмечали многие критики, графика стала мутной, так как изображение было сильно растянуто при переносе в HD, а звук ухудшен по качеству в сравнении с оригиналом и стал «порезанным». В честь выхода сборника, Santa Monica Studio — разработчик оригинальных версий игр — провёл в ноябре 2009 года розыгрыш призов, для которого надо было зарегистрироваться на официальном сайте серии. Призами являлись «Золотой» диск с автографом разработчиков, эксклюзивные произведения искусства, созданные и подписанные членами команды God of War, футболки с изображением Кратоса и фигурка Кратоса размером 10 дюймов (25 сантиметров). Призом для первого места была копия диска God of War Collection, подписанная командой разработчиков. Победители были объявлены в декабре 2009 года.
Благодаря успеху God of War Collection, руководство Sony объявило о том, что другие игры будут получать аналогичную обработку для выпуска под новым брендом «Classics HD». К июню 2012 года God of War Collection была продана тиражом 2,4 млн копий по всему миру и стала одним из самых продаваемых продуктов на PS.

### Восприятие
| Сводный рейтинг | Сводный рейтинг | Сводный рейтинг |
| Издание         | Оценка          | Оценка          |
| Издание         | PS3             | PS Vita         |
| --------------- | --------------- | --------------- |
| GameRankings    | 90,78 %         | 75,00 %         |

Версия для PlayStation 3 получила положительные отзывы. На сайтах GameRankings и Metacritic версия на PlayStation 3 получила соответственно оценки 90,78 % и 91 балл из 100 возможных. Редакция сайта IGN предоставила версии коллекции на PlayStation 3 награду «Выбор редакции», похвалив улучшенное разрешение, более низкую цену и более плавную частоту кадров, заявив, что коллекция «наиболее полным способом раскрывает возможности серии». Обозреватель из 1UP.com отметил огромное улучшение визуальных эффектов, но сказал, что в кадре появились размытые сцены. Рецензент из GamePro заявила, что коллекция — это «две фантастические игры на одном диске по низкой цене». Обозреватель из PlayStation LifeStyle (5/5) заявил: «Те, кто знаком с Кратосом, получат удовольствие от дополнительного блеска, который коллекция привнесет в две лучшие игры эпохи PS2». Редакция Игры@Mail.Ru поставила коллекции 9 баллов из 10, но сказала, что графику улучшили до того незначительно, что «Collection спасает лишь то, что God of War — это проект на все времена, который практически не устарел даже за большой для игр срок»

Версия для PlayStation Vita получила в основном положительные отзывы от критиков. Средняя оценка версии на PlayStation Vita составила 75,00 % на GameRankings и 73 балла на Metacritic. Меган Салливан из IGN поставила версии на Vita 6,3 балла из 10, отметив, что в сборнике «размытые визуальные эффекты» и приглушенный звук. Мэтт Сакли из Pocket Gamer сказал, что частота кадров оставляет желать лучшего, но похвалил плавное управление и в целом положительно оценил сборник. Обозреватель из Game Revolution поставил версии на PlayStation Vita 2,5 балла из 5, похвалив саму идею портировать сборник на приставку, но раскритиковал ухудшенное качество визуальных эффектов и плохое качество звука.

## God of War: Origins Collection
God of War: Origins Collection (God of War Collection — Volume II в Европе и Австралии) — сборник двух обновлённых и портированных на PlayStation 3 частей серии (Chains of Olympus и Ghost of Sparta) на одном Blu-ray диске. Анонс коллекции состоялся на пресс-конференции Sony на выставке E3 2011. Портированием занималась компания Ready at Dawn. Коллекция была выпущена в Северной Америке, Европе, Австралии и Японии осенью 2011 года. God of War: Origins Collection также была выпущена в Северной Америке в качестве цифровой загрузки в PlayStation Store 13 сентября. К июню 2012 года было продано по всему миру 711 737 копий God of War: Origins Collection.
God of War: Origins Collection включает видео высокого разрешения, сглаженную графику, высокую частоту кадров (до 60 кадров в секунду), функцию DualShock 3, трофеи PlayStation Network и поддержка Stereoscopic 3D. Также в сборник вошёл документальный фильм God of War — Game Directors Live, а в играх сборника стали доступны бонус-скин для Кратоса и боевая арена «Лес Забытых» (первоначально бонусы для тех, кто предзаказал игру Ghost of Sparta), на которой надо выстоять под бесконечными атаками врагов как можно дольше.

### Восприятие
| Сводный рейтинг | Сводный рейтинг |
| Агрегатор       | Оценка          |
| --------------- | --------------- |
| GameRankings    | 86,62 %         |

God Of War: Origins Collection получила положительные отзывы критиков. Она получила среднюю оценку 86,62 % на GameRankings и 84 балла из 100 возможных на Metacritic.

Обозреватель из IGN заявил, что «Sony удалось улучшить хорошие игры» и поставил сборнику 9 баллов из 10. Представитель журнала GamePro отметил отсутствие нового бонусного контента и сказала: «3D не обязательно радикально переопределяет опыт, но, тем не менее, делает вещи вроде боссов и магических эффектов намного более завораживающими», но добавил, что «все игровые ролики не в 3D, что … очень жалко, учитывая, что ролики являются неотъемлемой частью повествования в любой игре God of War».

## God of War Saga
God of War Saga — набор из пяти обновлённых и портированных на PlayStation 3 игр. Была выпущена в качестве части PlayStation Collections 28 августа 2012 года в Северной Америке. Коллекция включает в себя God of War, God of War II, God of War III, которые входят в два диска Blu-ray, а также ваучер для загрузки Chains of Olympus и Ghost of Sparta. Коллекция также включает ваучер на одномесячную пробную версию сервиса PlayStation Plus. Игры, за исключением God of War III, также можно загрузить из PlayStation Store. С 27 сентября по 5 октября 2012 года, чтобы отпраздновать выход God of War Saga, PlayStation Blog провела еженедельный отсчёт пяти самых эпичных моментов God of War, за которые проголосовало сообщество God of War Facebook. «Смерть Ареса» из первого God of War была признана «# 1 самым эпическим моментом серии God of War за всё время её существования».
В Латинской Америке эксклюзивная версия God of War Saga под названием God of War: Omega Collection была выпущена в ноябре 2012 года. В Omega Collection представлены три диска Blu-ray, в отличие от двух в God of War Saga, в третий диск вошли Chains of Olympus и Ghost of Sparta. Также God of War: Omega Collection включает в себя игровой корпус SteelBook с эксклюзивным оформлением и бронзовую статую Кратоса, созданную аргентинским художником.

### Восприятие
Райан Флеминг из Digital Trends написал, что сборник «возможно, это самая выгодная покупка для любой доступной консоли». Флеминг добавил, что странно, что игры для PSP (Chains of Olympus и Ghost of Sparta) были включены в качестве цифровой загрузки, и что он хотел бы, чтобы данная коллекция вышла и на PlayStation Vita. Джеффри Л. Уилсон из PC Magazine дал коллекции 4 из 5, и назвал её «отличной покупкой для тех, кто ищет кинематографические, залитые кровью действия — особенно новички, которые получают пять крутых игр по цене одной», но добавил, что поклонники серии могут не найти большой пользы в коллекции.